# Vivien Oakland
Vivien Oakland is een acteur uit de Verenigde Staten van Amerika. Ze speelde in enkele films van Laurel en Hardy.

## Filmografie
- Biblioteca Nacional de España: XX4617558
- Bibliothèque nationale de France: cb15713350c (data)
- Gemeinsame Normdatei: 1146246838
- International Standard Name Identifier: 0000 0001 1645 8145
- Library of Congress Control Number: n86140065
- SNAC: w69h9hds
- Système universitaire de documentation: 060454377
- Virtual International Authority File: 54476812
- WorldCat: E39PBJq6XFQYV9p9pMbytXfyVC